# Doryctes eucrinus
Doryctes eucrinus är en stekelart som beskrevs av Marsh 1969. Doryctes eucrinus ingår i släktet Doryctes och familjen bracksteklar. Inga underarter finns listade i Catalogue of Life.